# スコータイFC
スコータイ・フットボールクラブ（タイ語: สุโขทัย เอฟซี, 英語: Sukhothai Football Club）は、タイ王国のスコータイ県をホームタウンとするサッカークラブ。

## 歴史
2009年（仏滅紀元2552年）に創設後、リージョナルリーグ・ディヴィジョン2に参加した。スコータイ県には数百万匹がいるコウモリ穴があることから、クラブエンブレムには蝙蝠がデザインされた。
2013年、北部地域リーグで3位になり、チャンピオンズリーグに進出した。しかし、グループBの3位に終わり、タイ・ディヴィジョン1リーグ昇格を逃した。
2014年、北部地域リーグで優勝した。チャンピオンズリーグ・グループBの2位になり、ディヴィジョン1リーグ昇格を決めた。ディヴィジョン2リーグの3位決定戦ではグループAで2位のピチットFCに2戦合計5-4で勝利した。

## アジアでの成績
| 年度 | 大会                    | ラウンド           | 国                 | 対戦クラブ | ホーム  | アウェー | 合計 |
| ---- | ----------------------- | ------------------ | ------------------ | ---------- | ------- | -------- | ---- |
| 2017 | AFCチャンピオンズリーグ | 予選2回戦          | ミャンマーの旗     | ヤダナボン | 5-0 (H) | 5-0 (H)  | 勝利 |
| 2017 | AFCチャンピオンズリーグ | プレーオフラウンド | 中華人民共和国の旗 | 上海SIPG   | 0-3 (A) | 0-3 (A)  | 敗北 |

## 現所属メンバー
注：選手の国籍表記はFIFAの定めた代表資格ルールに基づく。
| No. | Pos. |              | 選手名                           |
| --- | ---- | ------------ | -------------------------------- |
| 2   | DF   | タイ王国     | スラウィット・ロガーウィット     |
| 3   | DF   | タイ王国     | パッタラポン・スックサキット     |
| 5   | MF   | ブラジル     | ロメーウ ★                       |
| 7   | MF   | タイ王国     | ルーサン・ティエムラート         |
| 8   | MF   | タイ王国     | ラチャナート・アランヤパイロート |
| 9   | FW   | ブラジル     | エリアス ★                       |
| 10  | FW   | マダガスカル | ジョン・バッジョ ★               |
| 11  | FW   | ブラジル     | ギルド ★                         |
| 12  | DF   | タイ王国     | ヤニク・ヌスバウム               |
| 14  | MF   | 日本         | 石元瑛大 ★                       |
| 15  | DF   | タイ王国     | サリンカーン・プロムスパ         |
| 16  | DF   | タイ王国     | パラドーン・パッタナポン         |

| No. | Pos. |          | 選手名                                             |
| --- | ---- | -------- | -------------------------------------------------- |
| 17  | DF   | タイ王国 | タッサナポン・ムアッダラック ()                    |
| 18  | GK   | タイ王国 | スパシン・ヌーピチャイ                             |
| 21  | MF   | タイ王国 | アピチャート・デンマーン                           |
| 22  | DF   | タイ王国 | サラウット・カンラヤナバンディット                 |
| 27  | DF   | タイ王国 | ティッティ・トゥンポーン                           |
| 35  | FW   | タイ王国 | シロート・チャットーン                             |
| 39  | MF   | タイ王国 | ナロンリット・カムネート                           |
| 45  | MF   | タイ王国 | アティラート・チャンタポー                         |
| 70  | FW   | ブラジル | マテウジニョ ★                                     |
| 91  | FW   | タイ王国 | ティティワット・プラーンメン                       |
| 93  | DF   | ブラジル | クラウジオ・ラファエル・ド・ナシメント・サントス ★ |
| 99  | GK   | タイ王国 | キッティパン・セーンスク                           |

※星印は外国人選手を示す。
監督
- アクタポーン・チャリターポーン

## タイトル
- リージョナルリーグ・ディヴィジョン2 北部地域 優勝 (1) : 2014

## 過去の成績
| シーズン | ディビジョン         | 順位 | FAカップ |
| -------- | -------------------- | ---- | -------- |
| 2009     | ディヴィジョン2 北部 | 6位  |          |
| 2010     | ディヴィジョン2 北部 | 9位  |          |
| 2011     | ディヴィジョン2 北部 | 14位 |          |
| 2012     | ディヴィジョン2 北部 | 14位 |          |
| 2013     | ディヴィジョン2 北部 | 3位  |          |
| 2014     | ディヴィジョン2 北部 | 1位  |          |
| 2015     | ディヴィジョン1      |      |          |

## 歴代所属選手
- 中川勇人 2014-
- 一柳夢吾 2014
- 片野寛理 2016-2017
- ロドリゴ・メネセス・キンタニーリャ 2017
- 新井涼平 2022-